# Транслятор
Трансля́тор (англ. translator) — програма або технічний засіб, який виконує перетворення чи іншу обробку текстів програм.
Транслятори поділяються на:
- компілятори — перетворюють текст програми мовою високого рівня на об'єктний код чи байт-код.
- декомпілятори — навпаки, намагаються з машинного коду отримати початковий код на високорівневій мові.
- асемблери — перетворюють текст програми мовою асемблера на машинний код.
- дизасемблери — навпаки, намагаються розшифрувати машинний код.
- інтерпретатори — отримують текст програми та набір вхідних даних, і повертають результат виконання програми над вхідними даними.
- препроцесори — отримують текст програми, і повертають перетворений певним чином текст програми. [1]

Оскільки компілятори та інтерпретатори реалізують мови програмування, вони мають спільні риси: їх структура досить схожа, в основу їх реалізації покладено спільні теоретичні результати та практичні методи реалізації.

## Структура транслятора
| Текст програми                                          |
| {\displaystyle \downarrow \ \downarrow \ \downarrow }   |
| Лексичний аналіз                                        |
| {\displaystyle \downarrow \ \downarrow \ \downarrow }   |
| Послідовність токенів                                   |
| {\displaystyle \downarrow \ \downarrow \ \downarrow }   |
| Синтаксичний аналіз                                     |
| {\displaystyle \downarrow \ \downarrow \ \downarrow }   |
| Синтаксичне дерево повідомлення про синтаксичні помилки |
| {\displaystyle \downarrow \ \downarrow \ \downarrow }   |
| Семантичний аналізатор                                  |
| {\displaystyle \downarrow \ \downarrow \ \downarrow }   |
| Семантичне дерево повідомлення про семантичні помилки   |
| {\displaystyle \downarrow \ \downarrow \ \downarrow }   |
| Оптимізатор проміжного коду                             |
| {\displaystyle \downarrow \ \downarrow \ \downarrow }   |
| Оптимізоване семантичне дерево                          |
| {\displaystyle \downarrow \ \downarrow \ \downarrow }   |
| Генератор вихідного коду / виконання семантики          |
| {\displaystyle \downarrow \ \downarrow \ \downarrow }   |
| Код / результати роботи                                 |